# 진전초등학교
진전초등학교는 대한민국 경상남도 창원시 마산합포구 진전면 곡안리에 있는 공립 초등학교이다.

## 학교 연혁
- 1927년 4월 22일 진전공립보통학교 개교
- 1938년 4월 1일 진전공립심상소학교로 개칭[1]
- 1941년 4월 1일 진전공립국민학교로 개칭[2]
- 1981년 3월 10일 병설유치원 개원
- 1988년 7월 9일 과학실 설치
- 1990년 9월 20일 컴퓨터실 설치
- 1996년 3월 1일 현재의 교명으로 개칭[3]
- 1996년 3월 15일 급식소 개소
- 1999년 3월 1일 낙동분교장 통폐합
- 1999년 9월 1일 4개 분교장[4]양촌, 옥봉, 여항, 이창 통폐합
- 2001년 5월 20일 체육관 개관
- 2016년 3월 1일 제27대 이성수 교장 취임
- 2017년 2월 15일 제87회 졸업(계 6,600, 통합 15,268)

## 학교 상징
- 교화 - 장미 : 우리 진전 어린이는 장미처럼 아름답고 착하여 항상 남에게 칭찬을 받는다.
- 교목 - 느티나무 : 우리 진전 어린이는 느티나무처럼 늠름하고 강한 기상으로 앞길을 헤쳐 나간다.

## 참고 자료
- 진전초등학교 - 한국교육학술정보원 학교알리미